# Spedale dei Battenti
Lo Spedale dei Battenti era un edificio assistenziale situato nel centro storico di Istia d'Ombrone, frazione del comune di Grosseto. La sua ubicazione è all'interno delle mura di Istia d'Ombrone, poco a ovest del Palazzo di Giustizia, tra Piazza Ombrone e il vicolo dei Battenti.
L'istituzione sorse nel 1321 per dare assistenza ai bisognosi, risultando fin dagli albori alle dipendenze di Siena, città che controllava in quell'epoca l'intero centro storico e gran parte del territorio. Inizialmente intitolato a San Bernardino, gli venne conferita la nuova denominazione nel 1498, quando risultava gestito autonomamente dalla Compagnia dei Battenti. Lo spedale continuò a svolgere per vari secoli le sue funzioni di assistenza e ricovero per i più bisognosi e per i malati. Nel 1752 la struttura passò allo Spedale di Santa Maria della Scala di Siena, sotto la cui giurisdizione proseguì la sua attività fino alla fine del Settecento, periodo in cui fu decisa la definitiva soppressione dai granduchi di Lorena.
Dello Spedale dei Battenti è stata facilmente identificata la sua ubicazione e ricostruita la sua storia grazie a numerosi documenti e manoscritti storici e alla cartografia d'epoca. Tuttavia, dopo la sua soppressione, il fabbricato fu venduto a privati e adibito ad uso abitativo, con gli interventi di ristrutturazione susseguenti che hanno di fatto completamente modificato l'aspetto architettonico originario.